# باول ويليام
باول ويليام (بالفرنسية: Paul Guillaume)‏ هو تاجر أعمال فنية فرنسي، ولد في 28 نوفمبر 1891 في باريس في فرنسا، وتوفي بنفس المكان في 1 أكتوبر 1934.

## وصلات خارجية
- باول ويليام على موقع الموسوعة البريطانية (الإنجليزية)